# Caja A5
La caja A5 es el nombre de una secuencia reguladora que es parte del gen de la insulina. La secuencia, conocida como parte de los elementos A del gen de la insulina, está compuesta por cortos grupos ricos en adenosina y timidina, inmediatamente aguas arriba de la caja E2. En ratas, la mutación o deleción de la caja A5 no ha producido pérdida de las funciones de la molécula de la insulilna, a diferencia de lo que ocurre con la caja A3.